# Horodok, Manevîci
Horodok (în ucraineană Городок) este o comună în raionul Manevîci, regiunea Volînia, Ucraina, formată numai din satul de reședință.

## Demografie
Componența lingvistică a satului Horodok
     Ucraineană (99,72%)
     Alte limbi (0,28%)
Conform recensământului din 2001, majoritatea populației satului Horodok era vorbitoare de ucraineană (99,72%), existând în minoritate și vorbitori de alte limbi.